# Canción (trovador)

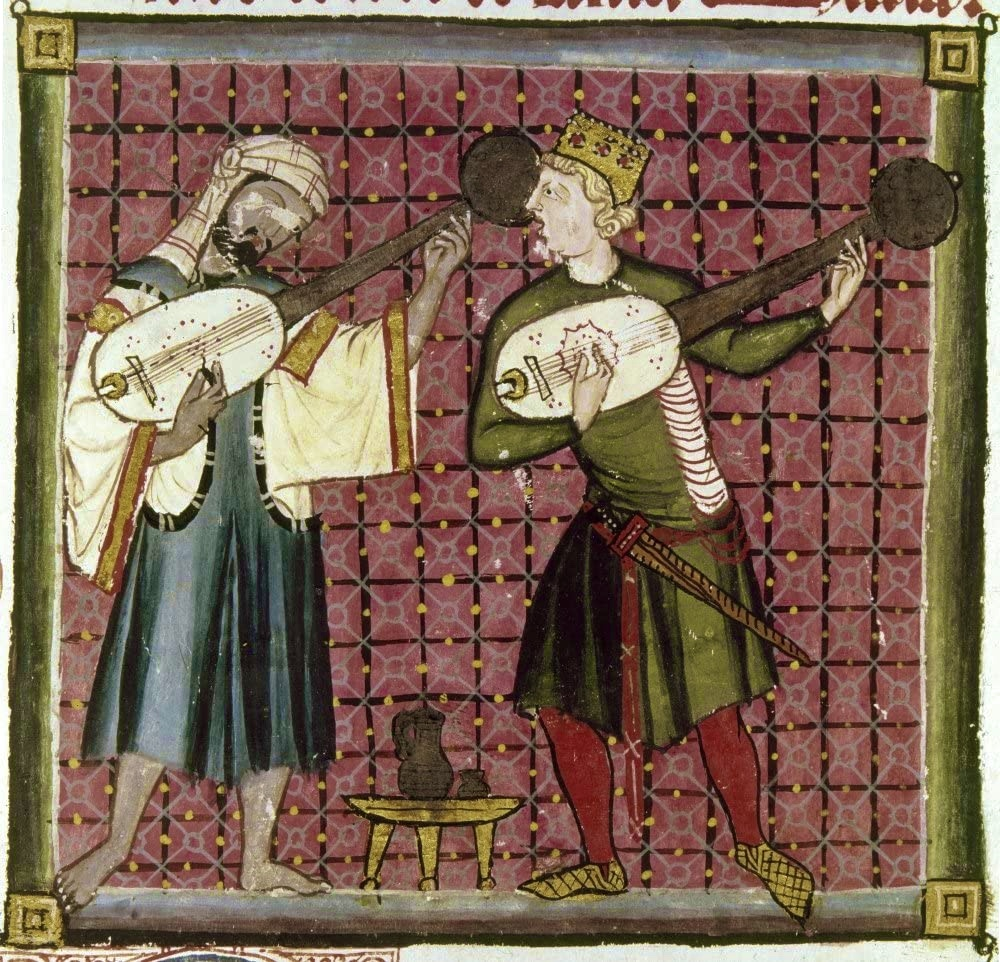
Juglares en las Cantigas de Alfonso X el Sabio.

La canción o cançó es un género trovadoresco condicionado por el contenido. La cançó es una composición propia de la literatura provenzal medieval; destinada al canto, en ella el trovador se dirigía a su dama para expresarle su amor.
Su pasión amorosa cumplía todas las leyes del amor cortés, desde la total sumisión a la dama hasta el tópico de morir de amor. La dama se describía como un ser casi sobrenatural, perfecto en el orden moral y físico. El trovador, que se consideraba indigno de su dama, podía ser un simple suspirante (fenhedor en occitano), o haber ascendido en la escala del proceso amoroso a las fases de suplicante (pregador), enamorado (entendedor), o incluso al difícilmente alcanzable estado de amante correspondido (drutz). El que padece de amor ha de guardar sobre todo la virtud de la mesura: discreción, humildad, fidelidad y servicio permanente a su señora.
La cançó provenzal acostumbraba empezar con un canto a la primavera o con una notas descriptivas de la estación propicia al amor, que servían de introducción. La composición se desarrollaba en varias estrofas, en las que el trovador exponía sus contradictorios sentimientos y elogiaba las virtudes físicas y morales de su dama.
La mesura le impedía pronunciar el nombre de la señora, y lo sustituía por un seudónimo poético o senhal. Los sentidos encubiertos, los juegos de palabras, el artificio conceptista eran frecuentes, con lo que la composición resultaba a veces de difícil comprensión.

## Aspectos generales

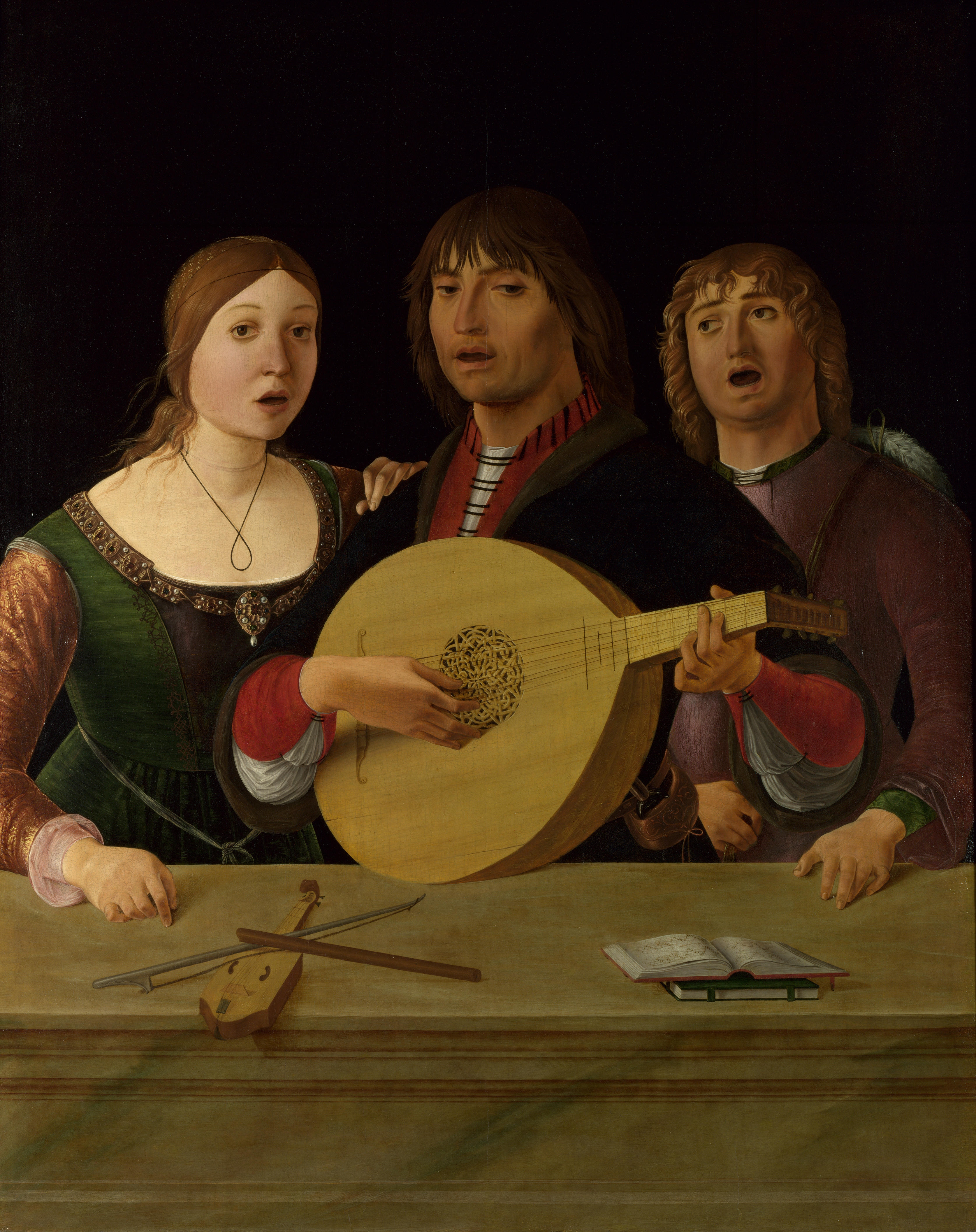
Ercole de' Roberti, 1490.

Los trovadores expresaban sus sentimientos a través de la composición denominada "canción". Su tema principal, y casi exclusivo, era el amor: el amor cortés que participaba en los aspectos sociales y espirituales de la época medieval. 
Así, el amor tiene el mismo significado que en la época actual, pero también tiene un significado añadido: el de alianza (pacto, favor), es decir, el trovador intentará conseguir a través de su relación algún tipo de trato beneficioso en el aspecto material.
También hay que tener presente el adjetivo "cortés". Cortesía es el término que designa la conducta y la posición del hombre que vive en la corte y que, por una educación especial, se convierte en modelo del ideal humano de refinamiento y valores espirituales. El trovador, como personaje cortesano, participaba en estas características que, entre otras, son la lealtad, la generosidad, la valentía, el trato elegante, etc.
Ampliando estas dos ideas (amor y cortesía), hay que constatar que las relaciones jurídicas feudales se utilizan en la canción:
- La mujer está casada, ya que sólo así consigue categoría jurídica.
- A menudo se habla de midons ("mi señor") y el trovador se define a sí mismo como om/hom (uno). De esta forma se reproduce la situación propia del vasallazgo.
- Muchas veces se establece una doble relación amorosa y social. Es decir, no se busca únicamente la consecución del amor sino una relación en la que dama, directamente o intercediendo por él, pueda concederle valores materiales. De hecho, con frecuencia, el trovador habla de su señora casi como una obligación, lo que es aceptado por el marido como algo natural.

Sea como sea, la dama suele ser inaccesible y el trovador tendrá que hacer méritos para ponderar las virtudes de la dama y la perfección de su amor para conseguir así el premio.
En este proceso se encuentran una serie de conceptos importantes, propios de una educación cortesana, como puedes ser la generosidad moral frente a la avaricia. Un término utilizado con bastante frecuencia es el de Joi-terme de difícil traducción que se corresponde con una especie de alegría, de exaltación interior, asociada a menudo con la primavera o a la presencia o el recuerdo de la dama.

## Personajes
El amor del trovador exige discreción ya que la mujer a la que se canta está casada. Los personajes que intervienen normalmente, además del trovador, son:
- El gilós (marido) del que hay que evitar las sorpresas y las iras.
- Los lauzengiers (aduladores, calumniadores) que con tal de hacer méritos están dispuesto a contar la infidelidad de su señora.

Para no descubrir sus amores, el trovador designa a su dama con una senhal (pseudónimo) que suele aparecer al final del poema.

## Tipos de enamorados respecto a la dama

Representación de la famosa escena del balcón de Romeo y Julieta. Pintura de 1884, por Frank Dicksee.

Aunque no suelen aparecer de forma explícita, en las canciones de trovadores suele aparecer una gradación en la actitud y en las características del enamorado que no están muy alejadas del proceso amoroso actual:
- Fenhedor (tímido): no se atreve a dirigirse directamente a la dama.
- Pregador (suplicante): la dama le da ánimos para que exprese su amor.
- Entendedor (enamorado tolerante): la dama le entrega prendas de amor.
- Drutz (amigo, amante): completamente aceptado por la dama (esta situación se da pocas veces en la literatura, aunque es el personaje principal del Alba).

En buena parte de las canciones los trovadores se sitúan en el primer estadio y sólo son capaces de manifestar lo que siente por la dama a través del juglar. El trovador espera un pequeño reconocimiento por parte de la dama que puede proceder de una mirada, una palabra u otro gesto insignificante. Es posible que esto sea únicamente una estrategia para desviar la atención del marido o de otros personajes, que consienten esta situación y que incluso la consideran gratificante. Algunos maridos se sienten orgullosos de que su esposa o señora sea alabada por otros pero jamás aceptarían que su esposa tuviera un drutz.

## Ejemplo
Guillermo de Cabestany, el trovador al que se le atribuye una de las biografías más repetidas y tristes de todos los tiempos, tiene también una de las canciones más bellas y conocidas de la lírica trovadoresca en la que muestra su total dedicación a la dama que le tiene preso de amor:
| I Lo dous cossire que.m don'Amors soven, dona, .m fai dire de vos maynh ver plazen. Pessan remire vostre cors car e gen, cuy ieu dezire mais que no fas parven. E sitot me desley per vos, ges no.us abney, qu'ades vas vos sopley ab fina benevolensa. Dompn'en cuy beutatz gensa, maytans vetz oblit mey, qu'ieu lau vos e mercey. II Tots temps m'azire l'amors que.us mi defen s'ieu ja.l cor vire ves autr'entendemen. Tout m'avetz rire e donat pessamen: pus greu martire nulhs hom de mi no sen; quar vos qu'ieu plus envey d'autra qu'el mon stey desautorc e mescrey e dezam en parvensa: tot quan fas per temensa devetz em bona fey penre, neus quan no.us vey. III En sovinensa tenc la car'e.l dous ris, vostra velensa e.l belh cors blanc e lis; s'ieu per crezensa estes vas Dieu tan fis, vius ses falhensa intrer'em paradis; qu'ayssi.m suy, ses totz cutz, de cor as vos rendutz qu'autra joy no m'adutz; q'una non porta benda qu'ieu.n prezes per esmenda jazer ni fos sos drutz, per las vostras salutz. IV Tot jorn m'agensa I desirs, tan m'abelhis la captenensa de vos cuy suy aclis. Be.m par que.m vensa vostr'amors, qu'ans qu'ie.us vis fo m'entendensa que.us ames e. us servis; qu'ayssi suy remazuts sols, snes totz ajutz ab vos, e n'ai perdutz mayns dos: qui.s vuelha.ls prenda! Qu'a mi platz mais qu'atenda, ses totz covens saubutz, vos don m'es jois vengutz. V Ans que s'ensenda sobre.l cor la dolors, merces dissenda en vos, don', et Amors: jois vos mi renda e.m luenh sospirs e plors, no.us mi defenda paratges ni ricors; qu'oblidatz m'es tot bes s'ab vos no.m val merces. Ai, bella doussa res, molt fora gran franqueza s'al prim que.us ayc enqueza m'amessetz, o non ges, qu'eras no sai cum s'es. VI Non truep contenda contra vostras valors; merces vo.n prenda tals qu'a vos si'honors. Ja no m'entenda Dieus mest sos preycadors s'ieu vuelh la renda dels quatre reys majors per qu'ab vos no.m valgues merces e bona fes; quar partir no.m puesc ges de vos, en cuy s'es meza n'amors, e si fos preza em baizan, ni us plagues, ja no volgra.m solses. VII Anc res qu'a vos plagues, franca dompn'e corteza, no m'estet tan defeza qu'ieu ans non la fezes que d'als me sovengues. VIII En Raimon, la belheza e.l bes qu'en midons es m'a gen lassat e pres. | I La dulce ansia que me da el amor a menudo, mujer, me hace decir de vos muchos versos agradables. Pensando contemplo vuestro cuerpo amado y gentil, el cual deseo mas no hago evidente. Y aunque me desencamino por vos, no reniego de vos, que siempre os suplico con amor fiel. Señora en quien la belleza brilla, muchas veces me olvido de mí, cuando os alabo y os pido. II Que siempre me deteste el amor que os prohíbe a mí si alguna vez el corazón desvío hacia otro afecto. Me habéis tomado la sonrisa y dado pesar: más grave martirio ningún hombre siente; porque yo más anhelo que a ninguna otra cosa que en el mundo esté rehúso e ignoro y maltrato en apariencia; todo lo que hago por temor y de buena fe de tener, incluso cuando no os veo. III En la memoria tengo la cara y la dulce sonrisa, vuestro valor y el hermoso cuerpo blanco y liso; si en mi creencia fuera tan fiel a Dios, vivo sin duda entraría en el paraíso; que así estoy de todo corazón rendido que otra no me da gozo; que a ninguna otra de las más señoriales yo no le pediría yacer ni ser su amante a cambio de un saludo vuestro. IV Todo el día siento el deseo, tanto me gusta el encantamiento de vos al que estoy sometido. Bien me parece que me vence vuestro amor, que antes que os viera era mi pensamiento amaros y serviros; así he estado sol, sin ninguna ayuda con vos, y he perdido muchos favores: ¡Quién quiera que los tome! Que a mí me place más esperaros, sin ningún acuerdo conocido ya que de vos me ha venido el gozo. V Antes de que se encienda sobre el corazón el dolor, gracias desciendan en vos, señora, y Amor: que el gozo a vos se libre y me aleje de suspiros y llantos, no os separen de mí nobleza ni riqueza; que se me olvida todo bien si con vos no encuentro acogida. Ah, bella y dulce criatura, sería una gran bondad si la primera vez que os solicité me hubierais amado mucho o nada, porque ahora no sé donde estoy. VI No encuentro armas contra vuestros poderes; piedad os pido de tal forma que sea honorable. Que no me escuche Dios entre los que ruegan si yo quiero la renta de los cuatro reyes mayores a cambio que con vos no me valgan ni la piedad ni la buena fe; ya que no me puedo alejar de ningún modo de vos, en quien he puesto mi amor, y si fuera aceptado besando, y os gustara, nunca me querría libre. VII Nunca nada que a vos os apetezca, franca y cortés señora, no me será prohibido que no me apresure en hacerlo sin pensar en otra cosa. VIII Raimón, la belleza y el bien que hay en mi dama me tiene gentilmente atado y preso. |

Nota: La información para la realización del artículo original en catalán ha sido extraída de Els trobadors catalans con su autorización.